# Bruno Versavel
Bruno Versavel (ur. 27 sierpnia 1967 w Diest) – belgijski piłkarz. Występował na pozycji pomocnika. Karierę zakończył w 2006 roku.

## Kariera klubowa
Versavel profesjonalną karierę rozpoczynał w KFC Diest, w którym grał w sezonie 1985/1986. w 1986 przeszedł do KSC Lokeren. Łącznie przez dwa sezony rozegrał 65 spotkań w barwach tego klubu i zdobył w nich 18 bramek. W 1988 roku przeszedł do zwycięzcy Pucharu Zdobywców Pucharów i Superpucharu Europy - KV Mechelen. Już w pierwszym sezonie wywalczył z tym klubem mistrzostwo Belgii. W 1990 zajął z klubem trzecią pozycję w lidze, a rok później został wicemistrzem kraju.
W 1992 przeniósł się do RSC Anderlechtu. Spędził tam pięć i pół roku, w ciągu, których zdobył trzy mistrzostwa Belgii, dwa Superpuchary oraz jeden Puchar Belgii. W 1997 przeszedł do włoskiego drugoligowca - AC Perugii. Grał tam tylko przez pół roku i już zimą 1998 odszedł szwajcarskiego drugoligowca AC Lugano.
Latem 1998 powrócił do ojczyzny. Reprezentował barwy klubów, takich: KFC Herentals, Verbroedering Geel oraz KV Turnhout, które występowały w niższych ligach belgijskich. W 2007 roku zdecydował się przejść na sportową emeryturę.
| Sezon   | Klub               | Kraj       | Rozgrywki        | Mecze | Bramki |
| ------- | ------------------ | ---------- | ---------------- | ----- | ------ |
| 1985/86 | KFC Diest          | Belgia     | Tweede Klasse    | 23    | 2      |
| 1986/87 | KSC Lokeren        | Belgia     | Eerste Klasse    | 31    | 8      |
| 1987/88 | KSC Lokeren        | Belgia     | Eerste Klasse    | 34    | 10     |
| 1988/89 | KV Mechelen        | Belgia     | Eerste Klasse    | 35    | 2      |
| 1989/90 | KV Mechelen        | Belgia     | Eerste Klasse    | 33    | 10     |
| 1990/91 | KV Mechelen        | Belgia     | Eerste Klasse    | 34    | 13     |
| 1991/92 | KV Mechelen        | Belgia     | Eerste Klasse    | 4     | 0      |
| 1991/92 | RSC Anderlecht     | Belgia     | Eerste Klasse    | 17    | 3      |
| 1992/93 | RSC Anderlecht     | Belgia     | Eerste Klasse    | 29    | 11     |
| 1993/94 | RSC Anderlecht     | Belgia     | Eerste Klasse    | 30    | 2      |
| 1994/95 | RSC Anderlecht     | Belgia     | Eerste Klasse    | 10    | 9      |
| 1995/96 | RSC Anderlecht     | Belgia     | Eerste Klasse    | 26    | 8      |
| 1996/97 | RSC Anderlecht     | Belgia     | Eerste Klasse    | 12    | 4      |
| 1997/98 | AC Perugia         | Włochy     | Serie B          | 16    | 1      |
| 1997/98 | AC Lugano          | Szwajcaria | Challenge League | 3     | 0      |
| 1998/99 | KFC Herentals      | Belgia     | Tweede Klasse    | 31    | 15     |
| 1999/00 | Verbroedering Geel | Belgia     | Tweede Klasse    | 23    | 2      |
| 2000/01 | FC Turnhout        | Belgia     | Tweede Klasse    | 27    | 12     |
| 2001/02 | FC Turnhout        | Belgia     | Derde Klasse     | 26    | 9      |
| 2002/03 | KV Turnhout        | Belgia     | IV liga          | 28    | 12     |
| 2003/04 | KV Turnhout        | Belgia     | Derde Klasse     | 25    | 9      |
| 2004/05 | KV Turnhout        | Belgia     | Derde Klasse     | 17    | 7      |
| 2005/06 | KV Turnhout        | Belgia     | Derde Klasse     | 28    | 19     |
| 2006/07 | KV Turnhout        | Belgia     | Derde Klasse     | 26    | 11     |

## Kariera reprezentacyjna
Versavel zadebiutował w reprezentacji Belgii w 1988 roku. W drużynie narodowej wystąpił łącznie w 28 spotkaniach. W 1990 roku wziął udział w mistrzostwach świata.